# Вулиця Героїв Крут (Прилуки)
Вулиця Героїв Крут — одна з вулиць Прилук, розташована у південній частині міста, в історичному районі Рокитний. Довжина 800 м, без твердого покриття.

## Назва
Вулиця названа на честь учасників бою під Крутами часів радянсько-української війни.

## Історія
Прокладена у 1950 році, а забудова останнього кварталу на території колишнього цегельного заводу № 2 почалася у 1990 році.
До 2015 року мала назву вулиця Піонерська.

## Розташування
Вулиця Героїв Крут пролягає від вулиці Паризької Комуни (залізничного мосту) на південь до провулку Гетьмана Сагайдачного, паралельно вулицям Гетьмана Сагайдачного, Олега Кошового, перетинає вулиці 18 вересня, Рокитну.
На вулиці Героїв Крут розташоване колишнє військове містечко № 14, побудоване у 1951 році.

## Будівлі, споруди, місця
На вулиці Героїв Крут переважає приватна житлова забудова.